# Krestovskij stadion
Krestovskij stadion (ryska: Стадион «Крестовский»), Gazprom Arena, Sankt Petersburg Stadion, Zenit Arena, tidigare benämnd Fotbollsstadion på västra delen av Krestovskijön (ryska: Футбо́льный стадио́н в за́падной ча́сти Кресто́вского о́строва) är en fotbollsarena i Sankt Petersburg, på Krestovskijön. Arenan är Zenit S:t Peterburgs hemmaarena. Lagets tidigare hemmaarena är Petrovskijstadion. Enligt den ursprungliga planeringen skulle arenan ha stått färdig i december 2008, men bygget försenades gång på gång, och den första matchen spelades den 27 oktober 2016, då arenan ännu inte stod helt klar. 
Slaget om vilken arkitekt som skulle få gestalta arenan vanns av Kisho Kurokawa, han vann tävlingen med sitt koncept "rymdskeppet". Kostnaden beräknades till 28 miljarder rubel (ca 6½ mdr SEK), men blev 43 miljarder. Arenan är belägen på platsen där Zenits före detta arena (Kirov stadium) stod. En ny tunnelbanestation byggdes som förlängning av linje 3 inom Sankt Petersburgs tunnelbana.
Bland betydelsefulla matcher som spelats finns:
- Confederations Cup 2017 vars final spelades där
- Sju matcher i fotbolls-VM 2018
- Publikrekordet är 71.381 i en ishockeymatch Ryssland – Finland 16 dec. 2018

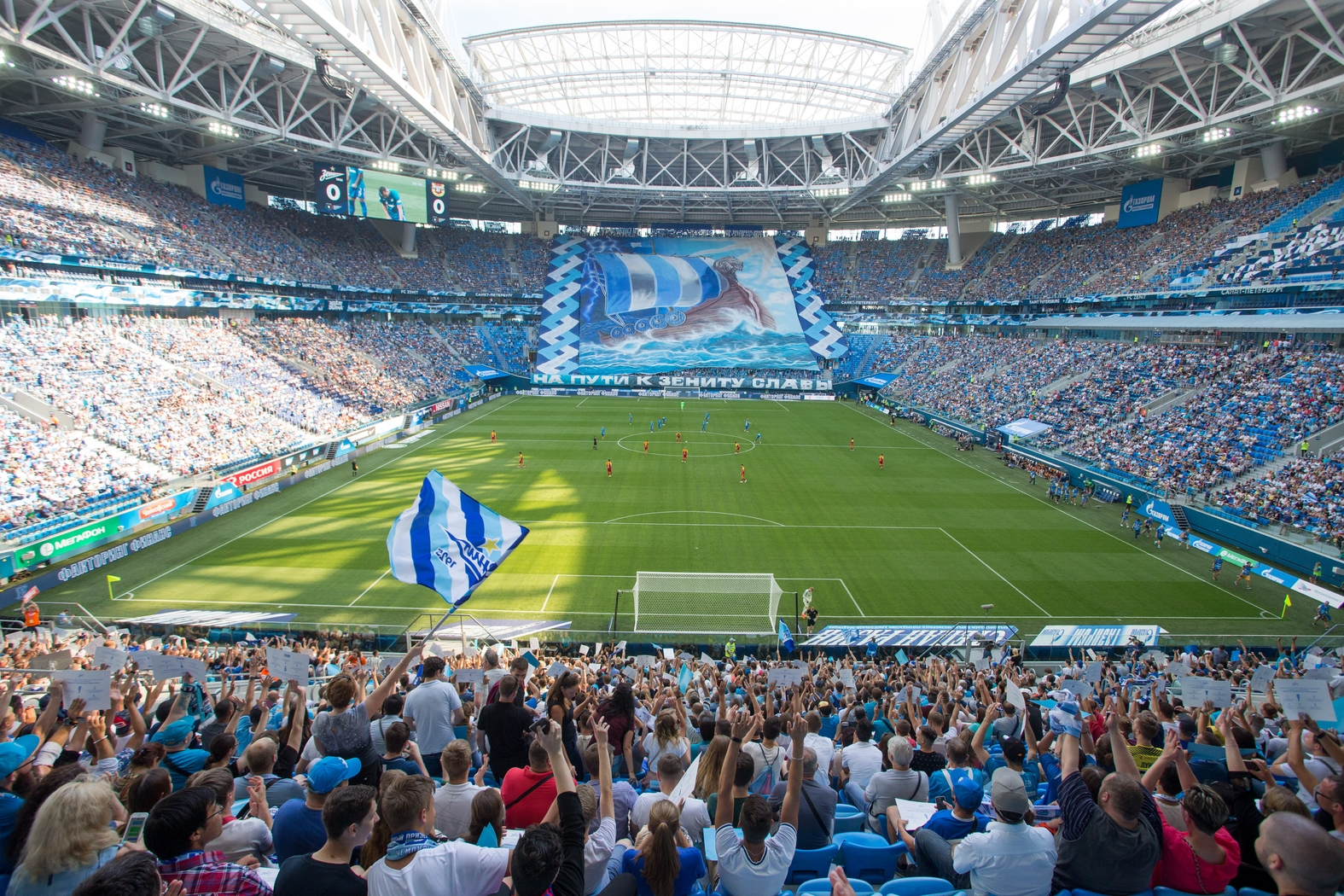
Interiören i augusti 2018.

## Europamästerskapet i fotboll 2020
Den 19 september 2014 annonserade UEFA att arenan blivit vald för att hålla fyra matcher i Europamästerskapet i fotboll 2020. 23 april 2021 fick Krestovskij Stadium tre extra matcher i gruppspelet i grupp E (Polen vs. Slovakien, Sverige vs. Slovakien och Sverige vs. Polen) då Aviva Stadium i Dublin inte kunde vara värd på grund av den pågående coronapandemin. 